# 于颂
于颂（1986年8月6日—），山东青岛人，中国女子柔道运动员，获得2016年里约奥运会女子78公斤以上级铜牌。
2010年柔道世界杯韩国水原站、2010世界柔道大奖赛中国站、2011柔道世界杯巴西圣保罗站、2015年世界柔道锦标赛，她都获得女子78公斤以上级冠军。